# Ronde van het Groene Hart 2010
Il Ronde van het Groene Hart 2010, quarta edizione della corsa, valido come evento del circuito UCI Europe Tour 2010 categoria 1.1, fu disputato il 21 marzo 2010 per un percorso di 207,4 km. Fu vinto dall'olandese Jens Mouris, al traguardo in 4h 27' 42" alla media di 46,485 km/h.
Dei 128 ciclisti alla partenza furono 85 a portare a termine la competizione.

## Ordine d'arrivo (Top 10)
| Pos. | Corridore            | Squadra         | Tempo    |
| ---- | -------------------- | --------------- | -------- |
| 1    | Jens Mouris          | Vacansoleil     | 4h27'42" |
| 2    | Niko Eeckhout        | An Post         | a 11"    |
| 3    | Sep Vanmarcke        | Topsport Vl.    | s.t.     |
| 4    | Graeme Brown         | Rabobank        | s.t.     |
| 5    | Kenny van Hummel     | Skil-Shimano    | s.t.     |
| 6    | Geert Omloop         | Palmans Cras    | s.t.     |
| 7    | Pieter Vanspeybrouck | Topsport Vl.    | s.t.     |
| 8    | Wim De Vocht         | Team Milram     | s.t.     |
| 9    | David Boucher        | Landbouwkrediet | s.t.     |
| 10   | Vicente Reynés       | HTC-Columbia    | s.t.     |